# Rhaphotittha
Rhaphotittha är ett släkte av insekter. Rhaphotittha ingår i familjen gräshoppor.
Kladogram enligt Catalogue of Life:
| Rhaphotittha | \| \| Rhaphotittha crassicornis \| \| \| \| \| \| Rhaphotittha curvicerca \| \| \| \| \| \| Rhaphotittha flavipennis \| \| \| \| \| \| Rhaphotittha leai \| \| \| \| \| \| Rhaphotittha levis \| \| \| \| \| \| Rhaphotittha palpalis \| \| \| \| \| \| Rhaphotittha platypternoides \| \| \| \| \| \| Rhaphotittha rhodesiana \| \| \| \| \| \| Rhaphotittha simoni \| \| \| \| \| \| Rhaphotittha subtilis \| \| \| \| \| \| Rhaphotittha vitripennis \| \| \| \| |
|              | \| \| Rhaphotittha crassicornis \| \| \| \| \| \| Rhaphotittha curvicerca \| \| \| \| \| \| Rhaphotittha flavipennis \| \| \| \| \| \| Rhaphotittha leai \| \| \| \| \| \| Rhaphotittha levis \| \| \| \| \| \| Rhaphotittha palpalis \| \| \| \| \| \| Rhaphotittha platypternoides \| \| \| \| \| \| Rhaphotittha rhodesiana \| \| \| \| \| \| Rhaphotittha simoni \| \| \| \| \| \| Rhaphotittha subtilis \| \| \| \| \| \| Rhaphotittha vitripennis \| \| \| \| |
|              | Rhaphotittha crassicornis |
|              | |
|              | Rhaphotittha curvicerca |
|              | |
|              | Rhaphotittha flavipennis |
|              | |
|              | Rhaphotittha leai |
|              | |
|              | Rhaphotittha levis |
|              | |
|              | Rhaphotittha palpalis |
|              | |
|              | Rhaphotittha platypternoides |
|              | |
|              | Rhaphotittha rhodesiana |
|              | |
|              | Rhaphotittha simoni |
|              | |
|              | Rhaphotittha subtilis |
|              | |
|              | Rhaphotittha vitripennis |
|              | |

## Bildgalleri

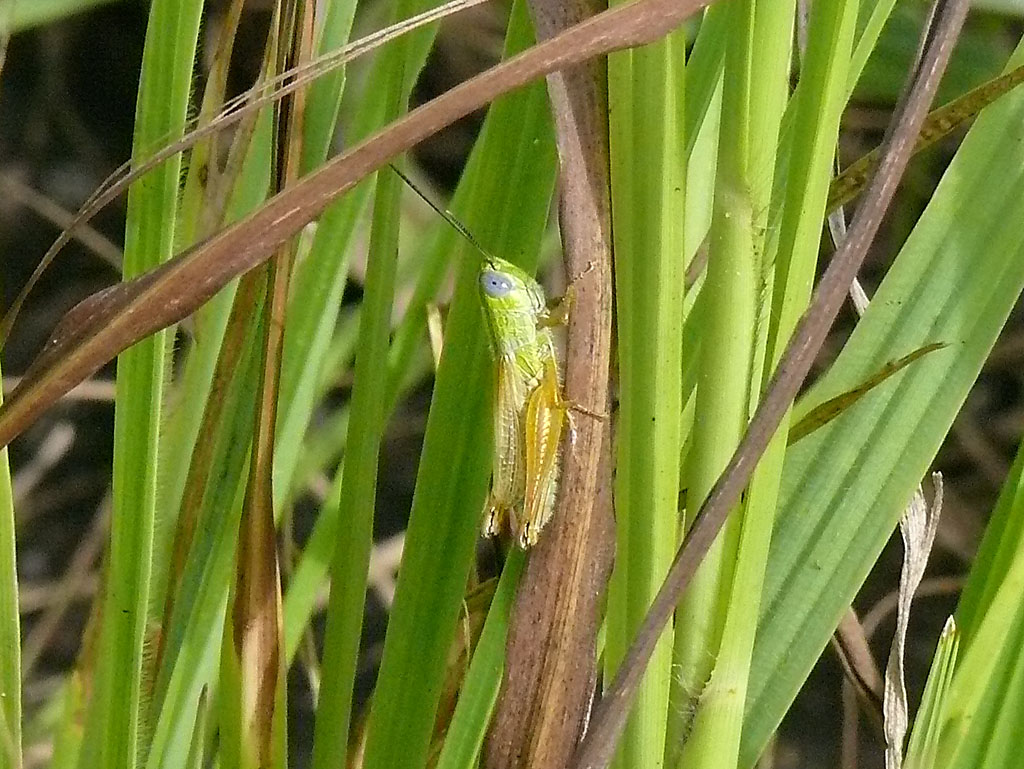
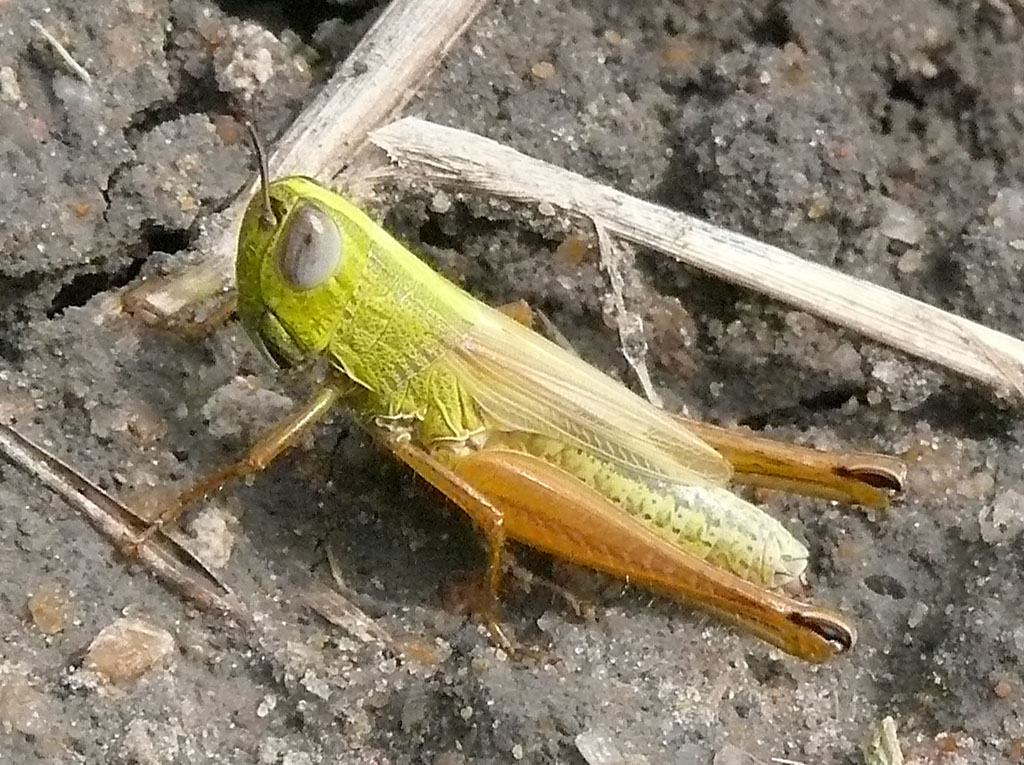
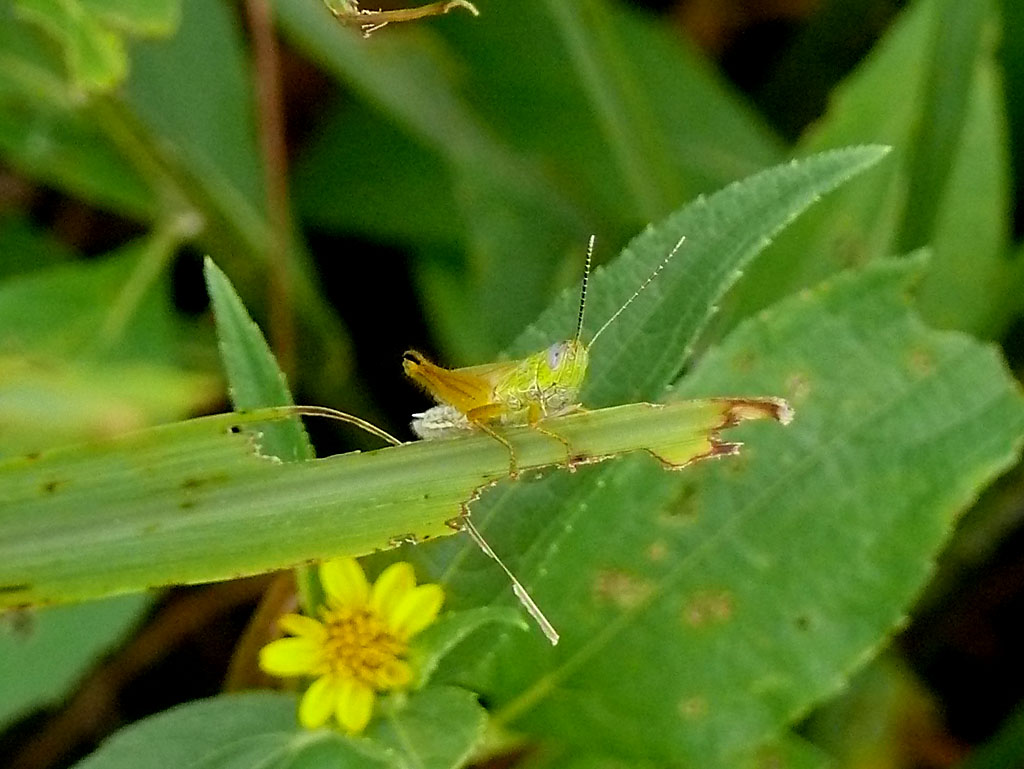